# Win Sein
Win Sein (né le 11 juillet 1952 en Birmanie) est un footballeur international birman, qui évoluait au poste de défenseur.

## Biographie

### Carrière en sélection
Win Sein participe avec l'équipe de Birmanie, aux Jeux olympiques de 1972 organisés à Munich.
Lors du tournoi olympique, il ne joue aucun match.